# Casa Barco
La Casa Barco, también llamada Casa del Barco, es un edificio racionalista de 1934 ubicado en la ciudad española de Teruel.

## Descripción
La Casa Barco está ubicada en el número 24 de la calle de San Fernando, esquina con Ronda de la Liberación, en el primer ensanche de la ciudad, lugar donde la burguesía turolense realizó diversas construcciones y chalés. Es un edificio de viviendas de tres plantas, con 586 m² construidos y realizado en hormigón, en una época en que predominaba el uso del ladrillo.
Su nombre se debe a la inspiración naval del estilo Streamline moderne que tuvo el arquitecto al plantear un edificio de líneas puras y sin ornamentación, así como la barandilla que recuerda a los utilizados en los barcos. Por su lado, la rejería del portón sugiere la inspiración del estilo Zigzag Moderne del Art decó.

## Historia
Fue construida por el ingeniero Juan José Gómez-Cordobés y finalizada en 1934.
Durante la Batalla de Teruel, episodio destacado de la Guerra civil española, la Casa Barco, dada su alta resistencia por el tipo de hormigón utilizado y por su situación estratégica - al borde del barranco de la estación de ferrocarril -, fue ocupada por la artillería, tanto republicana como la del bando sublevado, para la defensa de la ciudad y el bombardeo de los principales edificios. Quedó dañada por las bombas recibidas, con grandes agujeros pero sin una sola grieta. Así mismo, durante el conflicto se instaló la emisora de radio de onda corta del bando franquista Radio Teruel.
En 2009 existió un proyecto municipal por la Ley de Memoria Histórica de cambiar el nombre de la calle Ronda de la Liberación por el de Calle de la Casa del Barco, que no prosperó.